# 科特卡工人球会
科特卡工人球会（芬蘭語：Kotkan Työväen Palloilijat，缩写为“KTP”，香港又称为哥特卡足球會），是位于芬蘭科特卡的一个球會，主要专注于足球和篮球。球会成立开始时也涉及其它球类。球会的足球队曾赢得两次芬兰联赛的冠军（1951年和1952年），以及四次芬兰杯（1958、1961、1967和1980）。
该球会的足球队最后一次以“KTP”（或称科特卡TP）的名称参赛是在2013年的芬兰足球乙级联赛。2013年12月科特卡工人球会和足球俱乐部FC KooTeePee（中国大陆和台湾称为“科泰佩”，香港称为“古迪比”）签署了合并协议，并成立名为FC KTP（KTP科特卡）的足球俱乐部。2014年球季起由KTP科特卡来代表科特卡工人球会来参赛。

## 历史
科特卡工人球会成立於1927年9月22日。
1999年和2000年科特卡工人球会创建了名为“FC KooTeePee”的预备队（或称二队），并在丙级联赛中参赛并获胜，但是没有晋升至乙级联赛，因为联赛的规则不允许预备队参加乙级和更高级别的联赛。于是FC KooTeePee在2000年12月分离出去成立了独立的足球俱乐部，并晋升至乙级联赛参赛。
2013年12月FC KooTeePee和科特卡工人球会决定合并，成立了名为FC KTP（KTP科特卡）的足球俱乐部。KTP科特卡在2014赛季继承了FC KooTeePee在甲级联赛中的位置。根据联赛规则，科特卡工人球会（KTP，科特卡TP）的足球队需要放弃其在乙级联赛中的位置，并和FC KooTeePee合并。而放弃乙级联赛位置的影响是该球会所有的球员合同自动失效。而FC KooTeePee球员的合同则继续有效，因为对他们来说只是俱乐部名字的更改。FC KTP以俱乐部会员的身份隶属在科特卡工人球会之下，并在球衣上使用科特卡工人球会的传统徽章。

## 外部連結
- 球会官方网站 （页面存档备份，存于） （文）